# 18 юли
18 юли е 199-ият ден в годината според григорианския календар (200-тен през високосна година). Остават 166 дни до края на годината.

## Събития
- 1332 г. – В Битката при Русокастро българската армия, начело с цар Иван Александър, нанася поражение на византийската, ръководена от император Андроник III Палеолог.
- 1334 г. – Епископът на Флоренция освещава основите на новата кампанила (камбанария) на катедралата Санта Мария дел Фиоре, проектирана от италианския художник Джото.
- 1789 г. – Робеспиер се присъединява към идеите на Френската революция.
- 1870 г. – Ватикана обявява догмата за непогрешимостта на папата по въпросите на морала и вярата.
- 1899 г. – Открита е железопътната линия Роман – Плевен (83 km).
- 1921 г. – Албер Калмет и Камий Герен откриват първата противотуберкулозна ваксина.

- 1925 г. – Адолф Хитлер издава първия том на „Моята борба“.
- 1932 г. – Турция е приета за 56-и член на Лигата на нациите.
- 1936 г. – С преврат в Испанско Мароко започва Гражданската война в Испания.
- 1942 г. – Втора световна война: В Германия са извършени успешни изпитания на първия реактивен изтребител – Messerschmitt Me 262.
- 1943 г. – Втората световна война: Състои се единствената битка между дирижабъл и подводница – край бреговете на Флорида (САЩ), между американския дирижабъл К-74 и германската подводница U-134, дирижабълът е свален, при което един член на екипажа му се удавя.
- 1947 г. – 64 Правителство на България въвежда държавен монопол върху производството на спиртни напитки.
- 1947 г. – Кралят на Великобритания Джордж VI подписва закон, съгласно който се признава независимостта на Британска Индия.
- 1954 г. – В Нюпорт (щат Род Айлънд, САЩ) се провежда първият фестивал на джазовата музика.
- 1956 г. – Несебър е обявен за архитектурно-исторически резерват.
- 1968 г. – В Санта Клара (Калифорния) е създадена компанията Intel – най-големият производител на микропроцесори за персонални компютри.
- 1968 г. – Комунистическият лидер на Чехословакия Александър Дубчек издига лозунга Социализъм с човешко лице, с което той е приет за дисидент сред лидерите в Социалистическия лагер.
- 1971 г. – С обединение на емирствата Абу Даби, Дубай, Шарджа, Ум ал-Куейн, Аджман и Фуджейра се създава държавата Обединени арабски емирства.
- 1972 г. – С Указ на Държавния съвет е забранена частната лекарска практика в Народна република България.
- 1974 г. – Край град Константинов (Полша) е издигнато най-високото съоръжение в света – радиомачта с височина 646,38 m (рухва на 10 август 1991 г.)
- 1976 г. – На Летните олимпийски игри в Монреал Надя Команечи става първият атлет, който постига максималните 10 точки по гимнастика.
- 1992 г. – Рождената дата на Васил Левски е обявена за празник на град Левски.
- 1994 г. – В Буенос Айрес е извършен атентат срещу Еврейския център, при което са убити 85 души и над 200 са ранени.
- 1994 г. – Основан е футболен клуб АЕК Ларнака.
- 1996 г. – Самолет Боинг-747 на американската авиокомпания Trans World Airlines, пътуващ по дестинацията Ню Йорк – Париж, катастрофира след излитането си, загиват всичките 230 души на борда.
- 1997 г. – Рождената дата на Васил Левски за първи път се чества като празник на град Карлово.
- 1998 г. – Около 3000 души загиват в Папуа Нова Гвинея в резултат на цунами.
- 2012 г. – На Летище Бургас е извършен бомбен атентат срещу автобус с израелски туристи, при което са убити 7 души и 32 са ранени.
- 2013 г. – Официално е открит мемориал на Летище Бургас в памет на загиналите при бомбения атентат година по-рано.

## Родени
- 1501 г. – Изабела Хабсбург, австрийска ерцхерцогиня и кралица на Дания, Норвегия и Швеция, съпруга на крал Кристиан II. († 1526 г.)
- 1552 г. – Рудолф II, император на Свещената римска империя († 1612 г.)
- 1635 г. – Робърт Хук, британски учен († 1703 г.)
- 1797 г. – Имануел Херман Фихте, германски философ († 1879 г.)
- 1811 г. – Уилям Мейкпийс Такъри, английски писател реалист († 1863 г.)
- 1821 г. – Полин Виардо, френска оперна певица, мецосопран († 1910 г.)
- 1837 г. – Васил Левски, български революционер († 1873 г.)
- 1852 г. – Мария фон Батенберг, германска принцеса († 1923 г.)
- 1853 г. – Хендрик Лоренц, нидерландски физик, Нобелов лауреат през 1902 († 1928 г.)
- 1862 г. – Николай Юденич, руски генерал († 1933 г.)
- 1864 г. – Рикарда Хух, германска поетеса и романистка († 1947 г.)
- 1877 г. – Елин Пелин, български писател († 1949 г.)
- 1899 г. – Никола Попов, български актьор († 1963 г.)
- 1902 г. – Димитър Панов, български актьор († 1985 г.)
- 1909 г. – Андрей Громико, съветски дипломат и президент († 1989 г.)
- 1909 г. – Мохамед Дауд, министър-председател и президент на Афганистан († 1978 г.)
- 1918 г. – Нелсън Мандела, президент на ЮАР, Нобелов лауреат през 1993 († 2013 г.)
- 1918 г. – Руджеро Ричи, американски цигулар († 2012 г.)
- 1921 г. – Аарън Бек, американски психолог († 2021 г.)
- 1921 г. – Джон Глен, първият американски астронавт и сенатор († 1947 г.)
- 1922 г. – Томас Кун, американски философ и историк († 1996 г.)
- 1925 г. – Иван Кондов, български актьор († 2004 г.)
- 1927 г. – Георги Лебамов, български общественик
- 1928 г. – Лина Бояджиева, българска куклена актриса, гласът на Сънчо († 2015 г.)
- 1932 г. – Евгений Евтушенко, руски поет и писател († 2017 г.)
- 1932 г. – Любомир Киселички, български актьор († 1983 г.)
- 1935 г. – Христо Градечлиев, български художник († 2004 г.)
- 1937 г. – Роалд Хофман, американски химик от полски произход, Нобелов лауреат през 1981 г.
- 1938 г. – Иън Стюарт, пианист в групата Ролинг Стоунс († 1985 г.)
- 1938 г. – Пол Верховен, нидерландски режисьор
- 1942 г. – Джачинто Факети, италиански футболист († 2006 г.)
- 1944 г. – Дейвид Хъмъри, английски хърделист
- 1944 г. – Мирчо Иванов, български дипломат
- 1950 г. – Ричард Брансън, британски предприемач
- 1952 г. – Албер Камил Витал, министър-председател на Мадагаскар
- 1961 г. – Кръстьо Лафазанов, български актьор
- 1967 г. – Вин Дизел, американски актьор
- 1973 г. – Цветелина Русалиева, български художник
- 1973 г. – Марк Жирардели, люксембургски скиор
- 1975 г. – Дарън Малакиан, американски китарист
- 1977 г. – Александър Морозевич, руски шахматист
- 1980 г. – Кристен Бел, американска актриса
- 1980 г. – Рьоко Хиросуе, японска актриса
- 1985 г. – Чейс Кроуфърд, американски актьор
- 1993 г. – Лее Таемин, корейски изпълнител

## Починали
- 1488 г. – Алвизе Кадамосто, венециански мореплавател (* ок. 1432 г.)
- 1548 г. – Паскуал де Андагоя, испански конкистадор (* 1495 г.)
- 1610 г. – Микеланджело да Караваджо, италиански художник (* 1573 г.)
- 1650 г. – Кристоф Шайнер, германски астроном (* 1575 г.)
- 1721 г. – Жан-Антоан Вато, френски художник и гравьор (* 1684 г.)
- 1817 г. – Джейн Остин, английска писателка (* 1775 г.)
- 1818 г. – Николай Новиков, руски писател, просветител, журналист, книгоиздател (' 1744)
- 1826 г. – Айзък Шелби, американски военнослужещ и политик (* 1750 г.)
- 1868 г. – Спиро Джеров, български революционер (* 1834 г.)
- 1872 г. – Бенито Хуарес, президент на Мексико (* 1806 г.)
- 1884 г. – Фердинанд фон Хохщетер, австрийски геолог (* 1829 г.)
- 1899 г. – Хорейшо Алджър, американски писател (* 1832 г.)
- 1918 г. – Елизавета Фьодоровна, велика руска княгиня (* 1864 г.)
- 1977 г. – Георги Брадистилов, български математик (* 1904 г.)
- 1982 г. – Роман Якобсон, руски мислител (* 1896 г.)
- 1986 г. – Стенли Роуз, английски благородник, учредител на УЕФА и председател на ФИФА (* 1895 г.)
- 2001 г. – Александър Мирер, руски писател (* 1927 г.)
- 2012 г. – Сашо Касиянов, български музикант, композитор, педагог, радиоводещ и шоумен (* 1951 г.)

## Празници
- ООН – Международен ден на Нелсън Мандела (от 2009 г.)
- Ден на гражданска защита – Отбелязва се от 1993 г.
- Левски и Карлово – Ден на града
- Уругвай – Ден на конституцията